# Partido di Monte Hermoso
Il partido di Monte Hermoso è un dipartimento (partido) dell'Argentina facente parte della provincia di Buenos Aires. Il capoluogo è Monte Hermoso.